# اختراع دروغ
اختراع دروغ (به انگلیسی: The Invention of Lying) یک فیلم کمدی رمانتیک است که دنیایی بدون دروغ را به تصویر می‌کشد که در آن، نقش اصلی فیلم یعنی ریکی جرویس تحت فشار شرایط زندگی، دروغ را اختراع می‌کند. این که فیلم توسط ریکی جرویس و ماتئو روبینسون نوشته و کارگردانی شده، در تاریخ ۱۴ سپتامبر ۲۰۰۹ به نمایش درآمد.
اختراع دروغ محصول مشترک کمپانی‌های آمریکایی وارنر بروس، یونیورسال پیکچرز، فوکوس و کمپانی انگلیسی فیچرز است. آهنگساز موسیقی این فیلم تیم اتاک می‌باشد.